# A Touch of Evil
Singles de Judas Priest
Painkiller
(1990) Night Crawler
(1992)
A Touch of Evil est une chanson du groupe de heavy metal britannique Judas Priest issu de l'album Painkiller sorti en 1990. C'est la seule chanson de l'album qui a été coécrite par le producteur Chris Tsangarides qui a écrit le riff de guitare de la chanson, tandis que le reste de la chanson a été écrite par la principale équipe d'auteurs : Rob Halford, K. K. Downing et Glenn Tipton. Tsangarides sera de nouveau dans l'équipe avec Tipton comme auteur onze ans plus tard, pour l'album Demolition, sorti en 2001.
C'est la seule chanson de l'album sur lequel les synthétiseurs (qui avaient initialement été présentés sur plusieurs chansons, mais avaient été enlevés) sont restés dans une partie de la chanson. Ces synthétiseurs ont été joués par le vétéran du rock le claviériste Don Airey. Entre la batterie lente et les claviers étranges, la chanson a donné un son très froid, ce qui en fait une sorte de pseudo-ballade. Cependant, quand elle est jouée en live, l'intro du clavier est remplacée par un riff de guitare.
La chanson parle de possession démoniaque, de magie noire et la tentation de commettre des actes au nom du Mal. Toutefois, selon Halford lui-même, tel que cité dans Metal Hammer en janvier 2004 les paroles face à un thème lié à l'amour, mais métaphoriquement.
La chanson comporte une inspiration classique dans le solo de guitare de Glenn Tipton.

## Reprise
- Lion's Share sur Legends of Metal: A Tribute to Judas Priest (1996)
- Lörihen sur Acero Argentino: Tributo a Judas Priest (2005)
- Vision Divine sur 9 Degrees West Of The Moon (2009)
- Powerwolf sur l'album Blessed and Possessed (2015)

## Personnel
- Rob Halford – chant
- Glenn Tipton – lead guitar
- K. K. Downing – rhythm guitar
- Ian Hill – basse
- Scott Travis – batterie

avec:
- Don Airey – synthétiseur